# Karina Sævik
Karina Sævik (* 24. März 1996 in Haugesund) ist eine norwegische Fußballspielerin, die seit August 2022 für Vålerenga Oslo in der Toppserien und seit 2019 für die A-Nationalmannschaft spielt.

## Karriere

### Vereine
Sævik spielte im September 2011 als 15-Jährige für den norwegischen Zweitligisten SK Haugar und erzielte bei der 1:4-Niederlage gegen FL Fart das Tor für ihre Mannschaft. Der Verein stieg am Ende der Saison in die 2. Division (3. Liga) ab. Sie spielte weiterhin in der 1. Mannschaft, aber zeitweise auch für die U-16 und die 2. Mannschaft in der 3. Division.
2013 wechselte sie zum Erstligisten Avaldsnes IL, für den sie sowohl in der ersten Mannschaft als auch in der U-19-Mannschaft und der zweiten Mannschaft in der 3. Division spielte, wo sie die meisten Tore erzielte. Die Saison 2013 beendete die Mannschaft auf dem vierten Platz und erreichte das Pokalfinale, das aber gegen Stabæk mit 0:1 verloren wurde und in dem sie nicht eingesetzt wurde.
2014 kam sie als 18-Jährige in 20 von 22 Ligaspielen zum Einsatz und erzielte ihre ersten beiden Erstligatore. Die Saison schloss der Verein auf dem 5. Platz ab. Noch in der laufenden Saison 2015 wechselte sie zum Ligakonkurrenten Kolbotn IL, der in der Vorsaison einen Platz besser platziert war. Während ihr vorheriger Verein Vizemeister wurde, reichte es für ihren neuen Verein nur zum 5. Platz. Daran änderte sich auch in den nächsten drei Spielzeiten nichts, 2017 fiel Kolbotn sogar auf den 10. Platz und vermied nur knapp den Abstieg. 2018 kehrte es sich dann um und Kolbotn stieg auf den 5. Platz während Avaldsnes auf den neunten Platz abstürzte. Dabei wurde sie 2016 und 2017 in allen Ligaspielen ihrer Mannschaft eingesetzt. Die meisten Tore (9) erzielte sie aber 2018, obwohl sie in der Saison nur 16 Spiele mitwirkte.
Im August 2019 wechselte sie nach zehn Saisonspielen mit sieben Toren zu Paris Saint-Germain. Bei PSG kam sie auf elf Ligaeinsätze, wurde dabei aber fast nur eingewechselt. In der UEFA Women’s Champions League 2019/20 wurde sie dagegen in den vier Spielen des Sechzehntel- und Achtelfinales jeweils über die komplette Spielzeit eingesetzt, dann aber nicht mehr. Am 16. September 2020 erhielt beim VfL Wolfsburg sie einen Vertrag bis zum 30. Juni 2022. Im Mai 2021 kehrte sie vorzeitig zu ihrem früheren Verein Avaldsnes IL zurück.
Im August 2022 wechselte sie während der laufenden Saison zu Vålerenga Oslo. Mit Vålerenga nahm sie an der Qualifikation für die Gruppensphase der UEFA Women’s Champions League 2023/24 teil, scheiterte aber an  Real Madrid.

### Nationalmannschaft
Sævik durchlief die norwegischen Juniorinnenmannschaften und kam in den Qualifikationen für die U17-Europameisterschaft 2011 und 2013 zum Einsatz, konnte die Endrunde der besten vier Mannschaften jedoch nicht erreichen. 2014 fand die U19-EM in ihrer Heimat statt, so dass sie sich nicht qualifizieren mussten. Die Norwegerinnen überstanden dann die Gruppenphase, verloren aber das Halbfinale gegen Spanien mit 0:2. Sævik hatte aber nur zwei Kurzeinsätze von insgesamt 31 Minuten. Mehr Einsätze hatte sie in der anschließenden Qualifikation für die Europameisterschaft 2015, für die man sich qualifiziert hatte, jedoch nach der Gruppenphase ausschied. Danach spielte sie erstmals für die U23-Nationalmannschaft. Zwischen 2015 und 2019 bestritt sie 14 Länderspiele für die U23-Nationalmannschaft.
Ihren ersten Einsatz in der A-Nationalmannschaft hatte sie beim gewonnenen Algarve-Cup 2019, wobei sie beim 2:1 im ersten Gruppenspiel gegen Dänemark der Startelf angehörte und 90 Minuten spielte. Beim 3:1 gegen China wurde sie nicht eingesetzt, im Finale gegen Polen wurde sie in der 62. Minute eingewechselt und erzielte zwölf Minuten später mit ihrem ersten A-Länderspieltor den 3:0-Endstand. Nach dem Testspiel am 9. April gegen Neuseeland, gegen die sie die ersten 83 Minuten spielte, wurde sie am 2. Mai als eine von zwei Feldspielerinnen mit nur drei Länderspielen für die WM 2019 nominiert. Bei der WM kam sie in vier Spielen zum Einsatz, wobei sie dreimal zur Startelf gehörte und später jeweils ausgewechselt wurde. Im Achtelfinale gegen Australien bereitete sie das 1:0 von Isabell Herlovsen vor. Letztlich musste das Elfmeterschießen über das Weiterkommen entscheiden, in dem sie aber nicht mitwirkte, da sie nach 72 Minuten ausgewechselt wurde. Ihre Mitspielerinnen konnten sich dann mit 4:1 durchsetzen. Durch eine 0:3-Niederlage gegen England im Viertelfinale schied sie mit ihrer Mannschaft aus und verpasste damit auch die olympische Fußballturnier 2020.
In der Qualifikation für die EM 2022 wurde sie in allen sechs Spielen der Norwegerinnen eingesetzt und erzielte ein Tor. Da sie nach den sechs Spielen qualifiziert waren, fanden die letzten beiden Spiele, die wegen der COVID-19-Pandemie mehrfach verschoben worden waren und die keinen Einfluss mehr auf die übrige Qualifikation hatten, nicht mehr statt. In den ersten sechs Spielen der Qualifikation für die WM 2023 wurde sie dreimal ein- und zweimal ausgewechselt. Dabei erzielte sie zwei Tore.
Am 7. Juni 2022 wurde sie für die EM-Endrunde nominiert. Sie wurde im ersten Gruppenspiel eingewechselt, das mit einem 4:1-Sieg gegen EM-Neuling Nordirland endete. Danach mussten sie gegen England mit 0:8 die höchste Niederlage ihrer Länderspielgeschichte hinnehmen, wobei sie zur Startelf gehörte, aber zur zweiten Halbzeit beim Stand von 0:6 ausgewechselt wurde. Im letzten Gruppenspiel kam sie nicht mehr zum Einsatz. Durch eine 0:1-Niederlage – die erste überhaupt gegen Österreich – verpassten die Norwegerinnen als Gruppendritte die K.-o.-Runde.
Für die ersten Spiele nach der EM unter der neuen Trainerin Hege Riise, darunter als Erstes das entscheidende Spiel um den Gruppensieg in der Qualifikation für die WM 2023 gegen Belgien, wurde sie zwar nominiert, aber nicht eingesetzt. Durch einen 1:0-Sieg qualifizierten sich die Norwegerinnen für die WM.
Am 19. Juni 2023 wurde sie für die WM-Endrunde nominiert, wurde in drei der vier Spiele ihres Teams eingesetzt und schied mit der Mannschaft im Achtelfinale gegen die Japanerinnen aus.
Da erstmals das Abschneiden bei der WM für die europäischen Teams nicht entscheidend für die Qualifikation zu den Olympischen Spielen 2024 war, hatten die Norwegerinnen noch die Chance sich über die UEFA Women’s Nations League 2023/24 für die Spiele in Paris zu qualifizieren. Die Norwegerinnen konnten aber nur ein Spiel gewinnen und verpassten als Gruppendritte nicht nur das Final Four Turnier, bei dem um zwei Olympiatickets gespielt wurde, sondern mussten auch in die Relegation, die sie aber gegen Kroatien mit 3:0 und 5:0 erfolgreich abschlossen. Karina kam in allen Gruppenspielen und einem Play-off-Spiel zum Einsatz und erzielte in beiden Spielen gegen Österreich das Tor für die Norwegerinnen.
Am 16. Juni 2025 wurde sie für die Endrunde der EM 2025 nominiert. Sie wurde in den Gruppenspielen zweimal eingewechselt. Im Achtelfinale schieden die Norwegerinnen ohne sie gegen Italien durch ein Last-Minute-Gegentor aus.

## Erfolge
- Algarve-Cup Sieger 2019 (1 Tor im Finale)
- DFB-Pokal-Sieger 2021
- Norwegische Meisterin 2023, 2024
- Norwegische Pokalsiegerin 2024